# Mexitlia
Mexitlia là một chi nhện trong họ Dictynidae.